# Грипак Володимир Олексійович
Володимир Олексійович Грипак (нар. 22 листопада 1901, Лохвиця — пом. ?) — український радянський театральний художник.

## Біографія
Народився 22 листопада 1901 у місті Лохвиці (тепер Полтавська область, Україна). 1926 року закінчив Харківський художній інститут, де навчався у Павла Андріяшева, Миколи Бурачека, Олександра Хвостенко-Хвостова.

## Оформлення вистав
- «Мартин Боруля» Івана Карпенка-Карого (1927, Лохвицький робітничо-селянський театр);
- «Диктатура» Івана Микитенка (1930, Харківський червонозаводський державний український драматичний театр);
- «Ластівка» Леоніда Смілянського (1947, Роменський музично-драматичний театр);
- «Доки сонце зійде…» Марка Кропивницького (1952, Донецький театр імені Артема).